# Соловей-белошейка

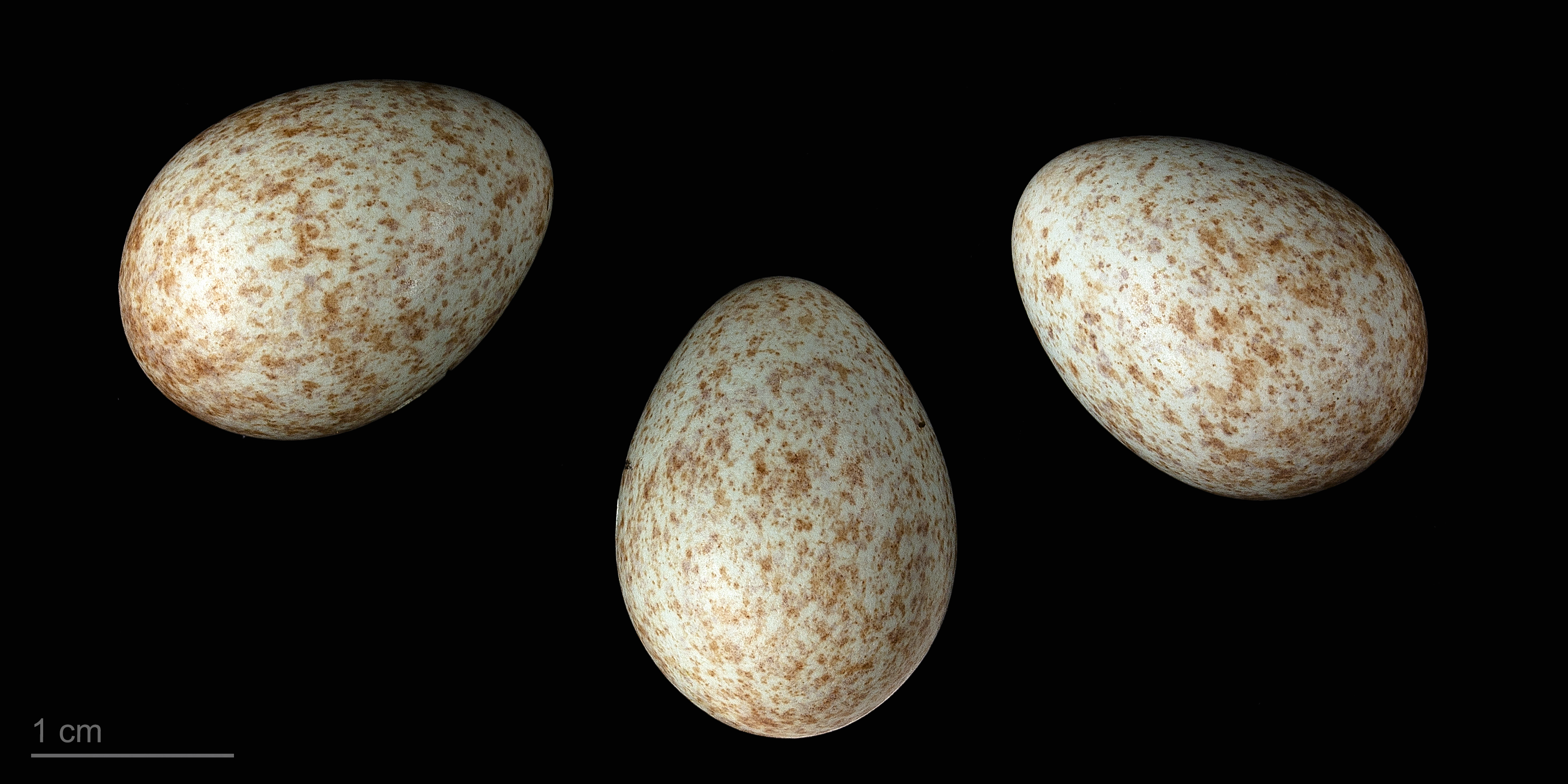
яйцо Irania gutturalis - Тулузский музей

Соловей-белошейка, или белогорлый соловей (лат. Irania gutturalis), — вид воробьинообразных птиц из семейства мухоловковых (Muscicapidae), выделяемый в монотипический род Irania. Этот вид распространён в странах Малой Азии и Леванта, а также в Иране, на юге Казахстана, Киргизии, Таджикистане и Афганистане; залётная на северо-востоке и востоке Африки. Птицы обитают на пахотных землях, в сельских садах, жарких пустынях и засушливых саваннах, а также в тропических и субтропических (низменных) травянистые поля и засушливых кустарниковых местностях; на высоте до 2700 метров над уровнем моря. 
Длина тела — 16—16,5 см. Гнездовой самец имеет свинцово-серые верхние части тела, чёрное лицо с белым горлом и оранжевым низом. Хвост чёрный, как и сильный клюв. Самки более простые в окрасе, в основном серые, за исключением чёрного хвоста, оранжевых оттенков на боках и некоторых белых полос на горле. 
Обычно эти птицы издают звуки «тй-рь-рь-рь-рь»; звуки для привлечения партнёра шумные — «тьйи-тиитть». 
Среда размножения белогорловога соловья — сухие каменистые склоны с небольшими кустарниками, часто на высоте. Гнездится в кустарнике, откладывая 4-5 яиц.